# 日本の皇后一覧
日本の皇后一覧（にっぽんのこうごういちらん）は、日本の皇后の一覧。

## 皇后一覧
| 名                                          | 読み                                            | 諡号・追号 ・女院号・称号 | 立后の根拠               | 出身                                     | 皇后宮・ 中宮の別 | 在位 |
| ------------------------------------------- | ----------------------------------------------- | ------------------------- | ------------------------ | ---------------------------------------- | ----------------- | --- |
| 媛蹈鞴五十鈴媛命 / 比売多多良伊須気余理比売 | ひめたたらいすずひめ / ひめたたらいすけよりひめ |                           | 初代神武天皇の妻         | 事代主神女 / 大物主神女                  | －                | 神武天皇元年1月1日 - 綏靖天皇元年1月8日                                                                                             |
| 五十鈴依媛命 / 河俣毘売                     | いすずよりひめ / かわまたびめ                   |                           | 第2代綏靖天皇の妻        | 事代主神女 / 師木県主波延妹              | －                | 綏靖天皇2年1月 - 安寧天皇元年10月11日                                                                                               |
| 渟名底仲媛命 / 阿久斗比売                   | ぬなそこなかつひめ / あくとひめ                 |                           | 第3代安寧天皇の妻        | 鴨王女 / 師木県主波延女                  | －                | 安寧天皇3年1月5日 - 懿徳天皇元年9月14日                                                                                             |
| 天豊津媛命 / 賦登麻和訶比売命               | あまとよつひめ / ふとまわかひめ                 |                           | 第4代懿徳天皇の妻        | 息石耳命女 / 師木県主祖                  | －                | 懿徳天皇2年2月11日 - 孝昭天皇元年4月5日                                                                                             |
| 世襲足媛                                    | よそたらしひめ                                  |                           | 第5代孝昭天皇の妻        | 瀛津世襲妹                               | －                | 孝昭天皇29年1月3日 - 孝安天皇元年8月1日                                                                                             |
| 押媛                                        | おしひめ                                        |                           | 第6代孝安天皇の妻        | 天足彦国押人命女                         | －                | 孝安天皇26年2月14日 - 孝霊天皇元年1月12日                                                                                           |
| 細媛命                                      | くわしひめ ／ほそひめ                           |                           | 第7代孝霊天皇の妻        | 磯城県主大目女                           | －                | 孝霊天皇2年2月11日 - 孝元天皇元年1月14日                                                                                            |
| 欝色謎命                                    | うつしこめ                                      |                           | 第8代孝元天皇の妻        | 欝色雄命妹                               | －                | 孝元天皇7年2月2日 - 開化天皇元年1月4日                                                                                              |
| 伊香色謎命                                  | いかがしこめ                                    |                           | 第9代開化天皇の妻        | 大綜麻杵命女 孝元天皇妻                  | －                | 開化天皇6年1月14日 - 崇神天皇元年1月13日                                                                                            |
| 御間城姫                                    | みまきひめ                                      |                           | 第10代崇神天皇の妻       | 大彦命女                                 | －                | 崇神天皇元年2月16日 - 垂仁天皇元年11月2日                                                                                           |
| 狭穂姫命                                    | さほひめ                                        |                           | 第11代垂仁天皇の妻       | 彦坐王女                                 | －                | 垂仁天皇2年2月9日 - 垂仁天皇5年10月                                                                                                 |
| 日葉酢媛命                                  | ひばすひめ                                      |                           | 第11代垂仁天皇の妻       | 丹波道主命女                             | －                | 垂仁天皇15年8月1日 - 垂仁天皇32年7月6日                                                                                             |
| 播磨稲日大郎姫                              | はりまのいなびのおおいらつめ                    |                           | 第12代景行天皇の妻       | 稚武彦命女                               | －                | 景行天皇2年3月3日 - 景行天皇52年5月4日                                                                                              |
| 八坂入媛命                                  | やさかいりひめ                                  |                           | 第12代景行天皇の妻       | 八坂入彦命女                             | －                | 景行天皇52年7月7日 - 成務天皇2年11月10日                                                                                            |
| 気長足姫尊                                  | おきながたらしひめ                              | 神功皇后                  | 第14代仲哀天皇の妻       | 気長宿禰王女                             | －                | 仲哀天皇2年1月11日 - 神功皇后摂政元年10月2日                                                                                        |
| 仲姫命                                      | なかつひめ                                      |                           | 第15代応神天皇の妻       | 品陀真若王女                             | －                | 応神天皇2年4月3日 - 仁徳天皇元年1月3日                                                                                              |
| 磐之媛命                                    | いわのひめ                                      |                           | 第16代仁徳天皇の妻       | 葛城襲津彦女                             | －                | 仁徳天皇2年3月8日 - 仁徳天皇35年6月                                                                                                 |
| 八田皇女                                    | やた                                            |                           | 第16代仁徳天皇の妻       | 応神天皇女                               | －                | 仁徳天皇38年1月6日 - ？ |
| 草香幡梭皇女                                | くさかのはたび                                  |                           | 第17代履中天皇の妻       | 応神天皇女                               | －                | 履中天皇6年1月6日 - ？ |
| 忍坂大中姫                                  | おしさかのおおなかつひめ                        |                           | 第19代允恭天皇の妻       | 若野毛二俣王女                           | －                | 允恭天皇2年2月14日 - 允恭天皇42年12月14日                                                                                           |
| 中蒂姫命                                    | なかしひめ                                      |                           | 第20代安康天皇の妻       | 履中天皇女                               | －                | 安康天皇2年1月17日 - ？ |
| 草香幡梭姫皇女                              | くさかのはたびひめ                              |                           | 第21代雄略天皇の妻       | 仁徳天皇女                               | －                | 雄略天皇元年3月3日 - ？ |
| 難波小野王                                  | なにわのおの                                    |                           | 第23代顕宗天皇の妻       | 丘稚子王女                               | －                | 顕宗天皇元年1月1日 - 仁賢天皇2年9月                                                                                                 |
| 春日大娘皇女                                | かすがのおおいらつめ                            |                           | 第24代仁賢天皇の妻       | 雄略天皇女                               | －                | 仁賢天皇元年2月2日 - ？ |
| 春日娘子                                    | かすがのいらつこ                                |                           | 第25代武烈天皇の妻       | 父不詳                                   | －                | 武烈天皇元年3月2日 - ？ |
| 手白香皇女                                  | たしらか                                        |                           | 第26代継体天皇の妻       | 仁賢天皇女                               | －                | 継体天皇元年3月5日 - 宣化天皇4年12月5日？ （507年4月2日？ - 539年12月30日？）                                                       |
| 春日山田皇女                                | かすがのやまだ                                  |                           | 第27代安閑天皇の妻       | 仁賢天皇女                               | －                | 安閑天皇元年3月6日 - 宣化天皇4年12月5日？ （534年4月4日？ - 539年12月30日？）                                                       |
| 橘仲皇女                                    | たちばなのなかつ                                |                           | 第28代宣化天皇の妻       | 仁賢天皇女                               | －                | 宣化天皇元年3月8日 - 宣化天皇4年12月5日？ （535年4月25日？ - 539年12月30日？）                                                      |
| 石姫皇女                                    | いしひめ                                        |                           | 第29代欽明天皇の妻       | 宣化天皇女                               | －                | 欽明天皇元年1月15日 - 敏達天皇元年4月3日 （540年2月8日？ - 572年4月30日？）                                                         |
| 広姫                                        | ひろひめ                                        |                           | 第30代敏達天皇の妻       | 息長真手王女                             | －                | 敏達天皇4年1月9日 - 敏達天皇4年11月 （575年2月4日？-575年12月？）                                                                   |
| 額田部皇女                                  | ぬかたべ                                        | 推古天皇                  | 第30代敏達天皇の妻       | 欽明天皇女                               | －                | 敏達天皇5年3月10日 - 崇峻天皇5年12月8日 （576年4月23日？ - 593年1月15日）                                                           |
| 穴穂部間人皇女                              | あなほべのはしひと                              |                           | 第31代用明天皇の妻       | 欽明天皇女                               | －                | 用明天皇元年1月1日 - ？ （586年1月26日？ - ？）                                                                                     |
| 宝皇女                                      | たから                                          | 皇極天皇 斉明天皇         | 第34代舒明天皇の妻       | 茅渟王女                                 | －                | 舒明天皇2年1月12日 - 皇極天皇元年1月15日 （630年3月1日 - 642年2月19日）                                                             |
| 間人皇女                                    | はしひと                                        |                           | 第36代孝徳天皇の妻       | 舒明天皇女                               | －                | 大化元年7月2日 - 天智天皇4年2月25日 （645年7月30日 - 665年3月16日）                                                                 |
| 倭姫王                                      | やまとひめ                                      |                           | 第38代天智天皇の妻       | 古人大兄皇子女                           | －                | 天智天皇7年2月23日 - ？ （668年4月10日 - ？）                                                                                       |
| 鸕野讚良皇女                                | うののさらら ／うののささら                     | 持統天皇                  | 第40代天武天皇の妻       | 天智天皇女                               | －                | 天武天皇2年2月27日 - 持統天皇4年1月1日 （673年3月20日 - 690年2月14日）                                                              |
| 藤原安宿媛                                  | あすかべひめ                                    | 天平応真仁正皇太后        | 第45代聖武天皇の妻       | 藤原不比等女                             | 皇后宮            | 天平元年8月10日 - 天平感宝元年7月2日 （729年9月7日 - 749年8月19日）                                                                 |
| 井上内親王                                  | いのえ ／いがみ                                 |                           | 第49代光仁天皇の妻       | 聖武天皇女                               | 皇后宮            | 宝亀元年11月6日 - 宝亀3年3月2日 （770年11月27日 - 772年4月9日） 延暦19年7月23日（800年8月16日）復位                                 |
| 藤原乙牟漏                                  | おとむろ                                        | 天之高藤広宗照姫尊        | 第50代桓武天皇の妻       | 藤原良継女                               | 皇后宮            | 延暦2年4月18日 - 延暦9年閏3月10日 （783年5月23日 - 790年4月28日）                                                                   |
| 藤原帯子                                    | たらしこ                                        |                           | 第51代平城天皇の妻       | 藤原百川女                               | （贈皇后）        | 大同元年6月9日（806年6月28日）贈皇后                                                                                                |
| 橘嘉智子                                    | かちこ                                          | 檀林皇后                  | 第52代嵯峨天皇の妻       | 橘清友女                                 | 皇后宮            | 弘仁6年7月13日 - 弘仁14年4月23日 （815年8月21日 - 823年6月5日）                                                                     |
| 高志内親王                                  | こし                                            |                           | 第53代淳和天皇の妻       | 桓武天皇女                               | （贈皇后）        | 弘仁14年6月6日（823年7月17日）贈皇后                                                                                                |
| 正子内親王                                  |                                                 |                           | 第53代淳和天皇の妻       | 嵯峨天皇女                               | 皇后宮            | 天長4年2月26日 - 天長10年3月2日 （827年3月26日 - 833年3月26日）                                                                     |
| 藤原穏子                                    |                                                 |                           | 第60代醍醐天皇の妻       | 藤原基経女                               | 中宮              | 延喜23年4月26日 - 承平元年11月28日 （923年5月14日 - 932年1月8日）                                                                   |
| 藤原安子                                    |                                                 |                           | 第62代村上天皇の妻       | 藤原師輔女                               | 中宮              | 天徳2年10月27日 - 応和4年4月29日 （958年12月10日 - 964年6月11日）                                                                   |
| 昌子内親王                                  |                                                 |                           | 第63代冷泉天皇の妻       | 朱雀天皇女                               | 中宮              | 康保4年9月4日 - 天禄4年7月1日 （967年10月9日 - 973年8月1日）                                                                        |
| 藤原媓子                                    |                                                 |                           | 第64代円融天皇の妻       | 藤原兼通女                               | 中宮              | 天禄4年7月1日 - 天元2年6月3日 （973年8月1日 - 979年6月29日）                                                                        |
| 藤原遵子                                    |                                                 |                           | 第64代円融天皇の妻       | 藤原頼忠女                               | 中宮→皇后宮       | 天元5年3月11日 - 長保2年2月25日 （982年4月7日 - 1000年4月2日）                                                                      |
| 藤原定子                                    |                                                 |                           | 第66代一条天皇の妻       | 藤原道隆女                               | 中宮→皇后宮       | 永祚2年10月5日 - 長保2年12月16日 （990年10月26日 - 1001年1月13日）                                                                  |
| 藤原彰子                                    |                                                 | 上東門院                  | 第66代一条天皇の妻       | 藤原道長女                               | 中宮              | 長保2年2月25日 - 寛弘9年2月14日 （1000年4月2日 - 1012年3月9日）                                                                     |
| 藤原妍子                                    |                                                 |                           | 第67代三条天皇の妻       | 藤原道長女                               | 中宮              | 寛弘9年2月14日 - 寛仁2年10月16日 （1012年3月9日 - 1018年11月26日）                                                                  |
| 藤原娍子                                    |                                                 |                           | 第67代三条天皇の妻       | 藤原済時女                               | 皇后宮            | 寛弘9年4月27日 - 万寿2年3月25日 （1012年5月20日 - 1025年4月25日）                                                                   |
| 藤原威子                                    |                                                 |                           | 第68代後一条天皇の妻     | 藤原道長女                               | 中宮              | 寛仁2年10月16日 - 長元9年9月6日 （1018年11月26日 - 1036年9月28日）                                                                  |
| 禎子内親王                                  |                                                 | 陽明門院                  | 第69代後朱雀天皇の妻     | 三条天皇女                               | 中宮→皇后宮       | 長元10年2月13日 - 永承6年2月13日 （1037年3月2日 - 1051年3月27日）                                                                   |
| 藤原嫄子                                    |                                                 |                           | 第69代後朱雀天皇の妻     | 敦康親王女 藤原頼通養女                  | 中宮              | 長元10年3月1日 - 長暦3年8月28日 （1037年3月20日 - 1039年9月19日）                                                                   |
| 章子内親王                                  |                                                 | 二条院                    | 第70代後冷泉天皇の妻     | 後一条天皇女                             | 中宮              | 永承元年7月10日 - 治暦4年4月17日 （1046年8月14日 - 1068年5月20日）                                                                  |
| 藤原寛子                                    |                                                 |                           | 第70代後冷泉天皇の妻     | 藤原頼通女                               | 皇后宮→中宮       | 永承6年2月13日 - 延久元年7月3日 （1051年3月27日 - 1069年7月23日）                                                                   |
| 藤原歓子                                    |                                                 |                           | 第70代後冷泉天皇の妻     | 藤原教通女                               | 皇后宮            | 治暦4年4月17日 - 延久6年6月20日 （1068年5月20日 - 1074年7月16日）                                                                   |
| 馨子内親王                                  |                                                 |                           | 第71代後三条天皇の妻     | 後一条天皇女                             | 中宮→皇后宮       | 延久元年7月3日 - 寛治7年9月4日 （1069年7月23日 - 1093年9月26日）                                                                    |
| 藤原賢子                                    |                                                 |                           | 第72代白河天皇の妻       | 源顕房女 藤原師実養女                    | 中宮              | 延久6年6月20日 - 応徳元年9月22日 （1074年7月16日 - 1084年10月24日）                                                                 |
| 媞子内親王                                  |                                                 | 郁芳門院                  | 第73代堀河天皇の准母     | 白河天皇女                               | 中宮              | 寛治5年1月22日 - 寛治7年1月19日 （1091年2月13日 - 1093年2月17日）                                                                   |
| 篤子内親王                                  |                                                 |                           | 第73代堀河天皇の妻       | 後三条天皇女                             | 中宮              | 寛治7年2月22日 - 永久2年10月1日 （1093年3月21日 - 1114年10月30日）                                                                  |
| 令子内親王                                  |                                                 |                           | 第74代鳥羽天皇の准母     | 白河天皇女                               | 皇后宮            | 嘉承2年12月1日 - 長承3年3月19日 （1108年1月15日 - 1134年4月15日）                                                                   |
| 藤原璋子                                    |                                                 | 待賢門院                  | 第74代鳥羽天皇の妻       | 藤原公実女                               | 中宮              | 永久6年1月26日 - 天治元年11月24日 （1118年2月18日 - 1124年12月31日）                                                                |
| 藤原聖子                                    |                                                 | 皇嘉門院                  | 第75代崇徳天皇の妻       | 藤原忠通女                               | 中宮              | 大治5年2月21日 - 永治元年12月27日 （1130年4月1日 - 1142年1月25日）                                                                  |
| 藤原泰子                                    |                                                 | 高陽院                    | 第74代鳥羽天皇の妻       | 藤原忠実女                               | 皇后宮            | 長承3年3月19日 - 保延5年7月28日 （1134年4月15日 - 1139年8月24日）                                                                   |
| 藤原得子                                    |                                                 | 美福門院                  | 第74代鳥羽天皇の妻       | 藤原長実女                               | 皇后宮            | 永治元年12月27日 - 久安5年8月3日 （1142年1月25日 - 1149年9月6日）                                                                   |
| 藤原多子                                    | まさるこ                                        |                           | 第76代近衛天皇の妻       | 徳大寺公能女 藤原頼長養女 のち二条天皇妻 | 皇后宮            | 久安6年3月14日 - 保元元年10月27日 （1150年4月13日 - 1156年12月11日）                                                                |
| 藤原呈子                                    |                                                 | 九条院                    | 第76代近衛天皇の妻       | 藤原伊通女 藤原忠通養女                  | 中宮→皇后宮       | 久安6年6月22日 - 保元3年2月3日 （1150年7月18日 - 1158年3月5日）                                                                     |
| 藤原忻子                                    |                                                 |                           | 第77代後白河天皇の妻     | 徳大寺公能女                             | 中宮→皇后宮       | 保元元年10月27日 - 承安2年2月10日 （1156年12月11日 - 1172年3月6日）                                                                 |
| 統子内親王                                  |                                                 | 上西門院                  | 第77代後白河天皇の准母   | 鳥羽天皇女                               | 皇后宮            | 保元3年2月3日 - 保元4年2月13日 （1158年3月5日 - 1159年3月4日）                                                                      |
| 姝子内親王                                  |                                                 | 高松院                    | 第78代二条天皇の妻       | 鳥羽天皇女                               | 中宮              | 保元4年2月21日 - 応保2年2月5日 （1159年3月12日 - 1162年2月20日）                                                                    |
| 藤原育子                                    |                                                 |                           | 第78代二条天皇の妻       | 徳大寺実能女 藤原忠通養女                | 中宮→皇后宮       | 応保2年2月19日 - 承安3年8月15日 （1162年3月6日 - 1173年9月23日）                                                                    |
| 平徳子                                      |                                                 | 建礼門院                  | 第80代高倉天皇の妻       | 平清盛女                                 | 中宮              | 承安2年2月10日 - 養和元年11月25日 （1172年3月6日 - 1182年1月1日）                                                                   |
| 亮子内親王                                  |                                                 | 殷富門院                  | 第81代安徳天皇の准母     | 後白河天皇女                             | 皇后宮            | 寿永元年8月14日 - 文治3年6月28日 （1182年9月13日 - 1187年8月4日）                                                                   |
| 藤原（九条）任子                            |                                                 | 宜秋門院                  | 第82代後鳥羽天皇の妻     | 九条兼実女                               | 中宮              | 建久元年4月26日 - 正治2年6月28日 （1190年5月31日 - 1200年8月9日）                                                                   |
| 範子内親王                                  |                                                 | 坊門院                    | 第83代土御門天皇の准母   | 高倉天皇女                               | 皇后宮            | 建久9年3月3日 - 建永元年9月2日 （1198年4月10日 - 1206年10月5日）                                                                    |
| 藤原（大炊御門）麗子                        |                                                 | 陰明門院                  | 第83代土御門天皇の妻     | 藤原頼実女                               | 中宮              | 元久2年7月11日 - 承元4年3月19日 （1205年7月28日 - 1210年4月14日）                                                                   |
| 昇子内親王                                  |                                                 | 春華門院                  | 第84代順徳天皇の准母     | 後鳥羽天皇女                             | 皇后宮            | 承元2年8月8日 - 承元3年4月25日 （1208年9月19日 - 1209年5月30日）                                                                    |
| 藤原（九条）立子                            |                                                 | 東一条院                  | 第84代順徳天皇の妻       | 九条良経女                               | 中宮              | 承元5年1月22日 - 承久4年3月25日 （1211年2月7日 - 1222年5月7日）                                                                     |
| 邦子内親王                                  |                                                 | 安嘉門院                  | 第86代後堀河天皇の准母   | 後高倉院女                               | 皇后宮            | 承久3年12月1日 - 貞応3年8月4日 （1222年1月14日 - 1224年9月18日）                                                                    |
| 藤原（三条）有子                            |                                                 | 安喜門院                  | 第86代後堀河天皇の妻     | 三条公房女                               | 中宮→皇后宮       | 貞応2年2月25日 - 嘉禄3年2月20日 （1223年3月28日 - 1227年3月9日）                                                                    |
| 藤原（近衛）長子                            |                                                 | 鷹司院                    | 第86代後堀河天皇の妻     | 近衛家実女                               | 中宮              | 嘉禄2年7月29日 - 寛喜元年4月18日 （1226年8月23日 - 1229年5月12日）                                                                  |
| 藤原（九条）竴子                            |                                                 | 藻璧門院                  | 第86代後堀河天皇の妻     | 九条道家女                               | 中宮              | 寛喜2年2月16日 - 貞永2年4月3日 （1230年3月31日 - 1233年5月13日）                                                                    |
| 利子内親王                                  |                                                 | 式乾門院                  | 第87代四条天皇の准母     | 後高倉院女                               | 皇后宮            | 天福元年6月20日 - 延応元年11月12日 （1233年7月28日 - 1239年12月8日）                                                                |
| 藤原（西園寺）姞子                          |                                                 | 大宮院                    | 第88代後嵯峨天皇の妻     | 西園寺実氏女                             | 中宮              | 仁治3年8月9日 - 宝治2年6月18日 （1242年9月5日 - 1248年7月10日）                                                                     |
| 曦子内親王                                  |                                                 | 仙華門院                  | 第88代後嵯峨天皇の准母   | 土御門天皇女                             | 皇后宮            | 宝治2年8月8日 - 建長3年3月27日 （1248年8月27日 - 1251年4月19日）                                                                    |
| 藤原（西園寺）公子                          |                                                 | 東二条院                  | 第89代後深草天皇の妻     | 西園寺実氏女                             | 中宮              | 康元2年1月29日 - 正元元年12月19日 （1257年2月14日 - 1260年2月1日）                                                                  |
| 藤原（洞院）佶子                            |                                                 | 京極院                    | 第90代亀山天皇の妻       | 洞院実雄女                               | 中宮→皇后宮       | 文応2年2月8日 - 文永9年8月9日 （1261年3月10日 - 1272年9月2日）                                                                      |
| 藤原（西園寺）嬉子                          |                                                 | 今出河院                  | 第90代亀山天皇の妻       | 西園寺公相女                             | 中宮              | 弘長元年8月20日 - 文永5年12月6日 （1261年9月16日 - 1269年1月9日）                                                                   |
| 姈子内親王                                  |                                                 | 遊義門院                  | 第94代後二条天皇の准母   | 後深草天皇女 のち後宇多天皇妻            | 皇后宮            | 弘安8年8月19日 - 正応4年8月12日 （1285年9月19日 - 1291年9月6日）                                                                    |
| 藤原（西園寺）鏱子                          |                                                 | 永福門院                  | 第92代伏見天皇の妻       | 西園寺実兼女                             | 中宮              | 正応元年8月20日 - 永仁6年8月21日 （1288年9月17日 - 1298年9月27日）                                                                  |
| 藤原（徳大寺）忻子                          |                                                 | 長楽門院                  | 第94代後二条天皇の妻     | 徳大寺公孝女                             | 中宮              | 嘉元元年9月24日 - 延慶3年12月19日 （1303年11月4日 - 1311年1月9日）                                                                  |
| 奨子内親王                                  |                                                 | 達智門院                  | 第96代後醍醐天皇の同母姉 | 後宇多天皇女                             | 皇后宮            | 文保3年3月27日 - 元応元年11月15日 （1319年4月18日 - 1319年12月27日）                                                                |
| 藤原（西園寺）禧子                          |                                                 | 後京極院                  | 第96代後醍醐天皇の妻     | 西園寺実兼女                             | 中宮              | 元応元年8月7日 - 正慶元年5月20日 （1319年9月21日 - 1332年6月13日） 元弘3年6月5日 - 元弘3年7月11日 （1333年7月17日 - 1333年8月21日） |
| 珣子内親王                                  |                                                 | 新室町院                  | 第96代後醍醐天皇の妻     | 後伏見天皇女                             | 中宮              | 元弘3年12月7日 - 建武4年1月16日 （1334年1月13日 - 1337年2月17日）                                                                   |
| 近衛勝子                                    |                                                 | 嘉喜門院                  | 第97代後村上天皇の妻     | 近衛経忠女                               | 皇后宮            | 正平21年1月 - 正平25年3月（1366年1月 - 1370年3月                                                                                    |
| 藤原(西園寺)公重の娘                        |                                                 |                           | 第98代長慶天皇の妻       | 西園寺公重女                             | 中宮              | 建徳2年9月末以降 - 弘和3年3月以降 （1371年11月以降 - 1383年4月以降）                                                                |
| 源（徳川）和子                              | まさこ ／かずこ                                 | 東福門院                  | 第108代後水尾天皇の妻    | 徳川秀忠女                               | 中宮              | 寛永元年11月28日 - 寛永6年11月9日 （1625年1月7日 - 1629年12月23日）                                                                 |
| 藤原（鷹司）房子                            | ふさこ                                          | 新上西門院                | 第112代霊元天皇の妻      | 鷹司教平女                               | 中宮              | 天和3年2月14日 - 貞享4年3月25日 （1683年3月12日 - 1687年5月6日）                                                                    |
| 幸子女王                                    | ゆきこ                                          | 承秋門院                  | 第113代東山天皇の妻      | 有栖川宮幸仁親王女                       | 中宮              | 宝永5年2月27日 - 宝永7年3月21日 （1708年4月17日 - 1710年4月19日）                                                                   |
| 欣子内親王                                  | よしこ                                          | 新清和院                  | 第119代光格天皇の妻      | 後桃園天皇女                             | 中宮              | 寛政6年3月7日 - 文政3年3月14日 （1794年4月6日 - 1820年4月26日）                                                                     |
| 藤原（鷹司）繋子                            | つなこ                                          | 新皇嘉門院                | 第120代仁孝天皇の妻      | 鷹司政熙女                               | （贈皇后）        | 文政7年7月10日（1824年8月4日）贈皇后                                                                                                |
| 一条美子                                    | はるこ                                          | 昭憲皇太后 （しょうけん） | 第122代明治天皇の妻      | 一条忠香女                               | 中宮→皇后宮       | 明治元年12月28日（1869年2月9日） - 明治45年（1912年）7月30日                                                                        |
| 九条節子                                    | さだこ                                          | 貞明皇后 （ていめい）     | 第123代大正天皇の妻      | 九条道孝女                               | －                | 明治45年（1912年）7月30日 - 大正15年（1926年）12月25日                                                                              |
| 良子女王                                    | ながこ                                          | 香淳皇后 （こうじゅん）   | 第124代昭和天皇の妻      | 久邇宮邦彦王女                           | －                | 大正15年（1926年）12月25日 - 昭和64年（1989年）1月7日                                                                               |
| 正田美智子                                  | みちこ                                          | 上皇后 （諡号ではない）   | 第125代天皇明仁の妻      | 正田英三郎女                             | －                | 昭和64年（1989年）1月7日 - 平成31年（2019年）4月30日                                                                                |
| 小和田雅子                                  | まさこ                                          |                           | 第126代天皇徳仁の妻      | 小和田恆女                               | －                | 令和元年（2019年）5月1日 - 在位中                                                                                                   |